# Neodon nyalamensis
Neodon nyalamensis és una espècie de mamífer rosegador de la família dels cricètids. És endèmic del Tibet. L'holotip tenia una llargada de cap a gropa de 106 mm, la cua de 46 mm i un pes de 36 g. El seu nom específic, nyalamensis, significa ‘de Nyalam’ en llatí. Com que fou descoberta fa poc, l'estat de conservació d'aquesta espècie encara no ha estat avaluat formalment.